# عادل كروشي
عادل كروشي هو لاعب كرة قدم مغربي دولي من مواليد 23 نوفمبر 1982، يشغل مركز مدافع بنادي الرجاء البيضاوي، ولعب في نهائي كأس العالم 2013 ضد بايرن ميونيخ بهزيمة 2-0.

## ألقابه
| السنة | النادي              | اللقب                                |
| ----- | ------------------- | ------------------------------------ |
| 2012  | نادي الرجاء الرياضي | كأس العرش                            |
| 2013  | نادي الرجاء الرياضي | بطل الدوري المغربي الممتاز 2012/2013 |
| 2017  | نادي الرجاء الرياضي | كأس العرش                            |

## روابط خارجية
- عادل كروشي على موقع الاتحاد الدولي (مؤرشف)  (الإنجليزية)
- عادل كروشي على موقع قاعدة بيانات كرة القدم.إي يو (الإنجليزية)
- عادل كروشي على موقع ناشيونال فوتبول تيمز (الإنجليزية)
- عادل كروشي على موقع Soccerway.com (الإنجليزية)
- معلومات اللاعب على موقع الرجاء الرياضي